# الدبة (نجم)
نجم الدبة أو «ظهر الدب الأكبر» أو «ألفا الدب الأكبر» ثالث ألمع نجوم كوكبة الدب الأكبر والنجم التاسع والثلاثين من حيث التألق في السماء كلها. وهو أيضا من نجوم «بنات نعش الكبرى» السبعة ويبلغ قدره الظاهري 1,87 . وهو يبعد عن الأرض نحو 124 سنة ضوئية، أي أنه ينتسب إلى مجرتنا مجرة درب التبانة. يقع في أقصى يمين الكوكبة على الخريطة وهو النجم الشمالي من النجمين في أقصى اليمين (الدليلان) وهما: الدبة والمراق.
تبعد الدبة عنا 124 سنة ضوئية وهو عملاق أحمر. وهو في نفس الوقت نجم متعدد حيث يتكون نظامه النجمي من ثلاثة نجوم. يبعد «الدبة ب» عن «الدبة أ» 23 وحدة فلكية (3 ساعات ضوئية و4 دقائق)، أما «الدبة ج» فيبعد عن الدبة أ نحو 8.000 وحدة فلكية (عشر سنوات ضوئية تقريباً).
طريقة معرفة النجم القطبي: نمد خطا وهميا من الدبة إلى المراق، وعلى امتداد الخط بعد خمسة أضعاف المسافة بينهما نجد النجم القطبي.

## الخصائص
"نجم الدبة أ 
تبلغ كتلته 4 كتلٍ شمسية وقطره 30 نصف قطر شمسي. أما سطوعه فهو 300 ضعف سطوع الشمس ودرجة حرارة سطحه 4,500 كلفن.
نجم الدبة ب
تبلغ كتلته 1,7 كتلة شمسية ونصف قطره 1,3 نصف قطر شمسي. وتبلغ درجة حرارته 7,400 كلفن. درجة حرارة قلب النجم تبلغ نحو 15 مليون كلفن. ويستغرق دورانه حول «الدبة أ» 44,4 سنة.
نجم الدبة سي
هو نجم في حجم وكتلة الشمس تقريبا وهو من تصنيف طيفي فئة F8 V
يدور حول الدبة أ من بعد كبير، ويبدو أشد سطوعا من الشمس. يدور حول الدبة سي وعلى بعد قريب منها نجم صغير الكتلة، ويكمل دورته حولها خلال 4و6 أيام.

## احتمال وجود كواكب
من المحتمل وجود كواكب حول الدبة أ والدبة ب على مسافات قصيرة من كل منهما مع اعتبار احتمال أكبر لكواكب حول الدبة أ حيث أن الدبة أ له مجالا أكبر للجاذبية بحيث يمكنه الاستحواذ على كواكب أكثر من الدبة ب، بل ويمكنه أيضا انتزاع كواكب من الدبة ب.
إذا وجدت كواكب حول الدبة سي فإنها تكون بعيدة عن تأثير جاذبية النجم الرئيسي. وأما التالع الذي يدور حول الدبة سي فإنه لا يوثر أيضا على كواكب قد توجد حول البة س، وعلى ذلك فيمكن لدبة سي احتواء عد غير قليل من لكواكب.

## التعرف على النجم القطبي
يسمى النجم القطبي الجدي (نجم) وبالإنجليزية Polaris. ويسهل التعرف عليه بواسطة كوكبة الدب الأكبر وذلك بمد خط وهمي من المراق (نجم) إلى الدبة (نجم) وحساب ستة أضعف المسفة بينهما فنجد النجم القطبي.